# Rifugio Mario Premuda
Das Rifugio Mario Premuda ist eine Schutzhütte der Società Alpina delle Giulie (eine Triester Sektion des CAI). Sie ist mit nur 82 m s.l.m. die tiefstgelegene Alpenvereinshütte des italienischen Festlandes.

## Lage
Die Hütte befindet sich nordöstlich von Triest in Bagnoli della Rosandra, Gemeinde San Dorligo della Valle, keine 5 km vom Mittelmeer und keine 2 km von der slowenischen Grenze entfernt. Sie liegt im zum Triestiner Karst gehörenden Val Rosandra (slowenisch Dolina Glinščice) und ist Etappenort der Via Alpina (und zwar an der Gabelung von Rotem und Gelbem Weg).

## Geschichte
Das Rifugio wurde 1933 erbaut und 1989 komplett renoviert. Benannt nach dem Triestiner Bergsteiger und Speläologen Mario Premuda, der 1931 in den Julischen Alpen am Picco di Mezzodi tödlich verunglückte. In der Hütte hat auch die nach dem Triestiner Alpinisten Emilio Comici benannte Kletterschule ihren Sitz. Das Rifugio ist wegen seiner Küche ein beliebtes Ausflugsziel, bietet aber keine Übernachtungsgelegenheit und ist mit Ausnahme Februar ganzjährig geöffnet.